# Зеельбах (Вестервальд)
Зеельбах (нем. Seelbach) — община в Германии, в земле Рейнланд-Пфальц.
Входит в состав района Альтенкирхен-Вестервальд. Подчиняется управлению Фламмерсфельд. Население составляет 335 человек (на 31 декабря 2010 года). Занимает площадь 2,99 км².